# Mermessus antraeus
Mermessus antraeus är en spindelart som först beskrevs av Crosby 1926.  Mermessus antraeus ingår i släktet Mermessus och familjen täckvävarspindlar. Inga underarter finns listade i Catalogue of Life.